# Cybocephalus akesuensis
Cybocephalus akesuensis là một loài bọ cánh cứng trong họ Cybocephalidae. Loài này được Tian miêu tả khoa học năm 2000.